# Latorvár-tető őskori földvára
A Latorvár-tetőn található különböző korból származó három vár maradványait közül a legkorábbi egy őskori sáncvár volt, amely valamikor az egész hegytetőt uralta.

## Fekvése
Sály mellett, a Latorpuszta fölötti háromszög alakú hegy platóján helyezkedett el.

## Története
Latorvár-tető háromszög alakú platóján az itt végzett kutatások alapján már az úgynevezett Bükki kultúra idején (Krisztus előtt 5300-4800 között) állt emberi település. Később, a neolitikum időszaka után a terület sokáig lakatlan volt és csak a késő bronzkori Kyjatice-kultúra (Kr. e. 1100-800) embere vette újra birtokba a hegytetőt, ezen időszakhoz, a kora vaskorhoz köthető az itt épült földvár első, és legnagyobb kiterjedésű erődítése. Később Örsúr vára építésekor, a kora középkorban ennek az őskori sáncnak a maradványait bővítették ki. A sáncot a plató széle felé fa-föld szerkezetű alappal kiszélesítették és erre valószínűsíthetően egy palánkot és egy szárazon rakott kőfalat emeltek.

## Régészeti ásatások
2004-ben a miskolci Herman Ottó Múzeum munkatársai végeztek itt régészeti ásatásokat. Ekkor az erődítés délnyugati végénél átvágott őskori sánc vizsgálata során megállapították, hogy a földből épült sánc belső oldalán egy sekélyebb, míg külső oldalán egy mélyebb árok fut, melynek betöltéséből azonban csupán néhány bronzkori kerámiatöredék került elő. Az erődítés nyugati részén  geofizikai felméréseket is végeztek, melyek során - mivel e részen semmilyen régészeti jelenség nem mutatkozott - arra következtettek, hogy a terület lankásabb nyugati részét inkább kertművelésre, állattartásra használhatták.

## Képek

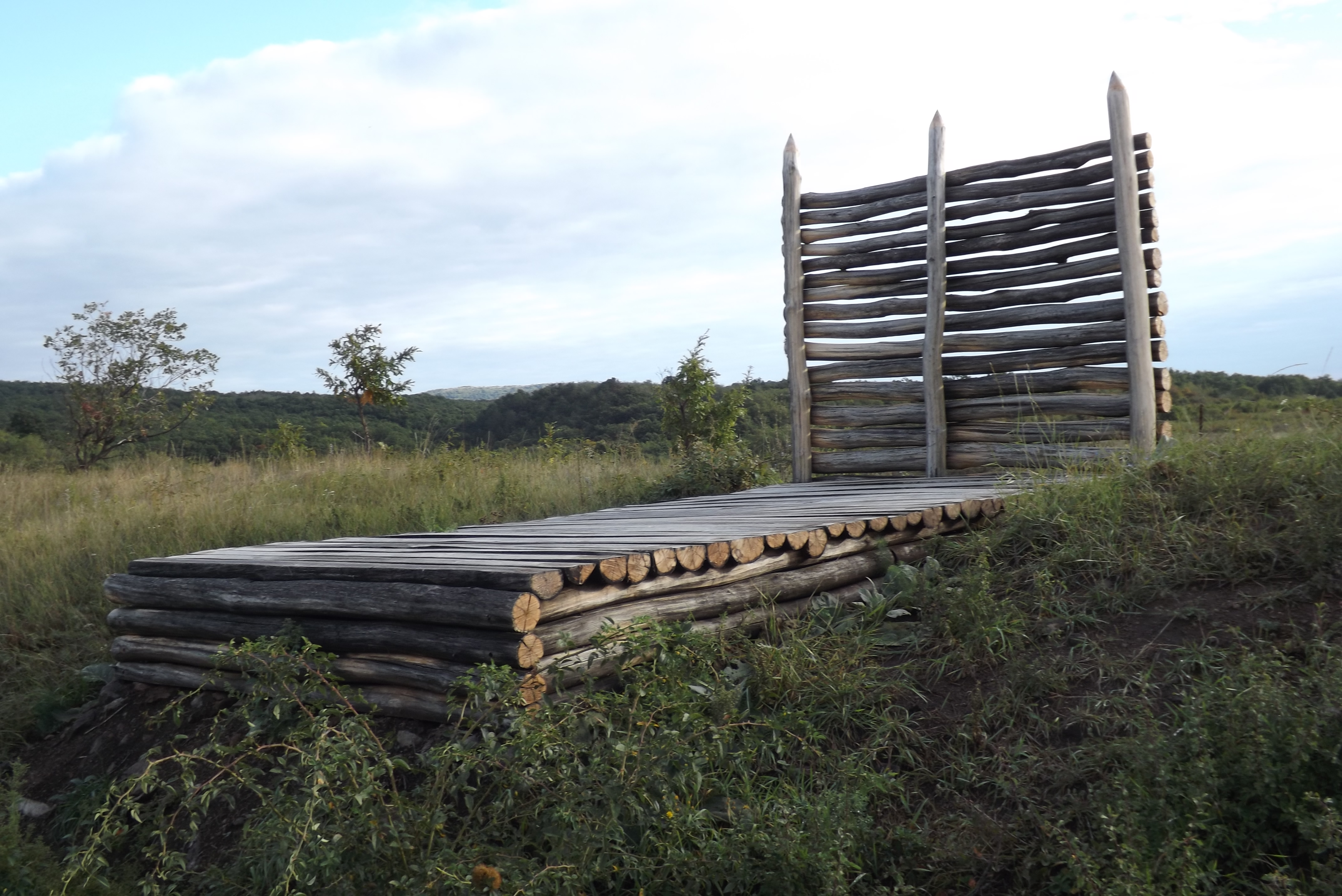
A hegytetőn felépített rekonstruált fasánc
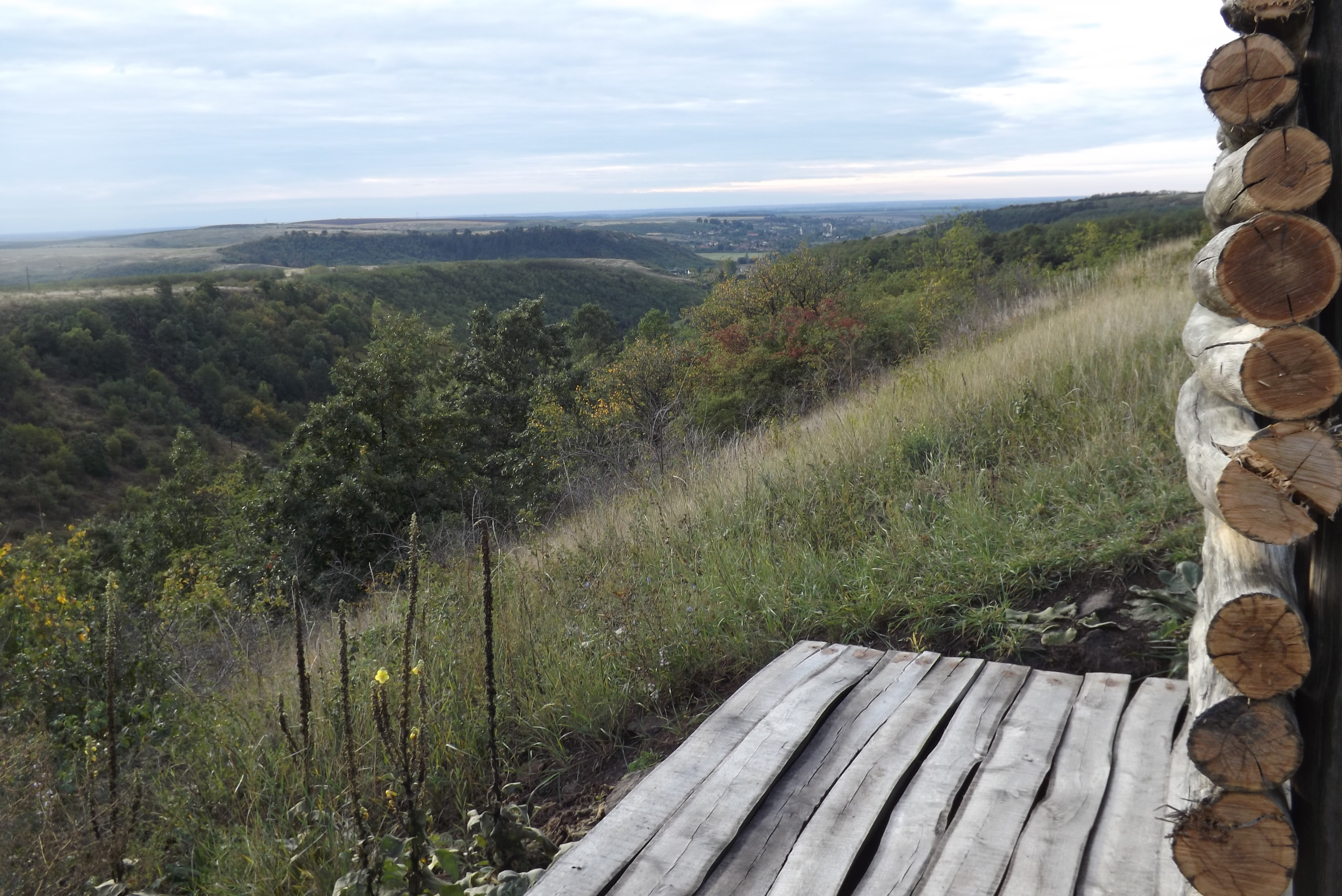
Kilátás a rekonstruált fasánc mellől
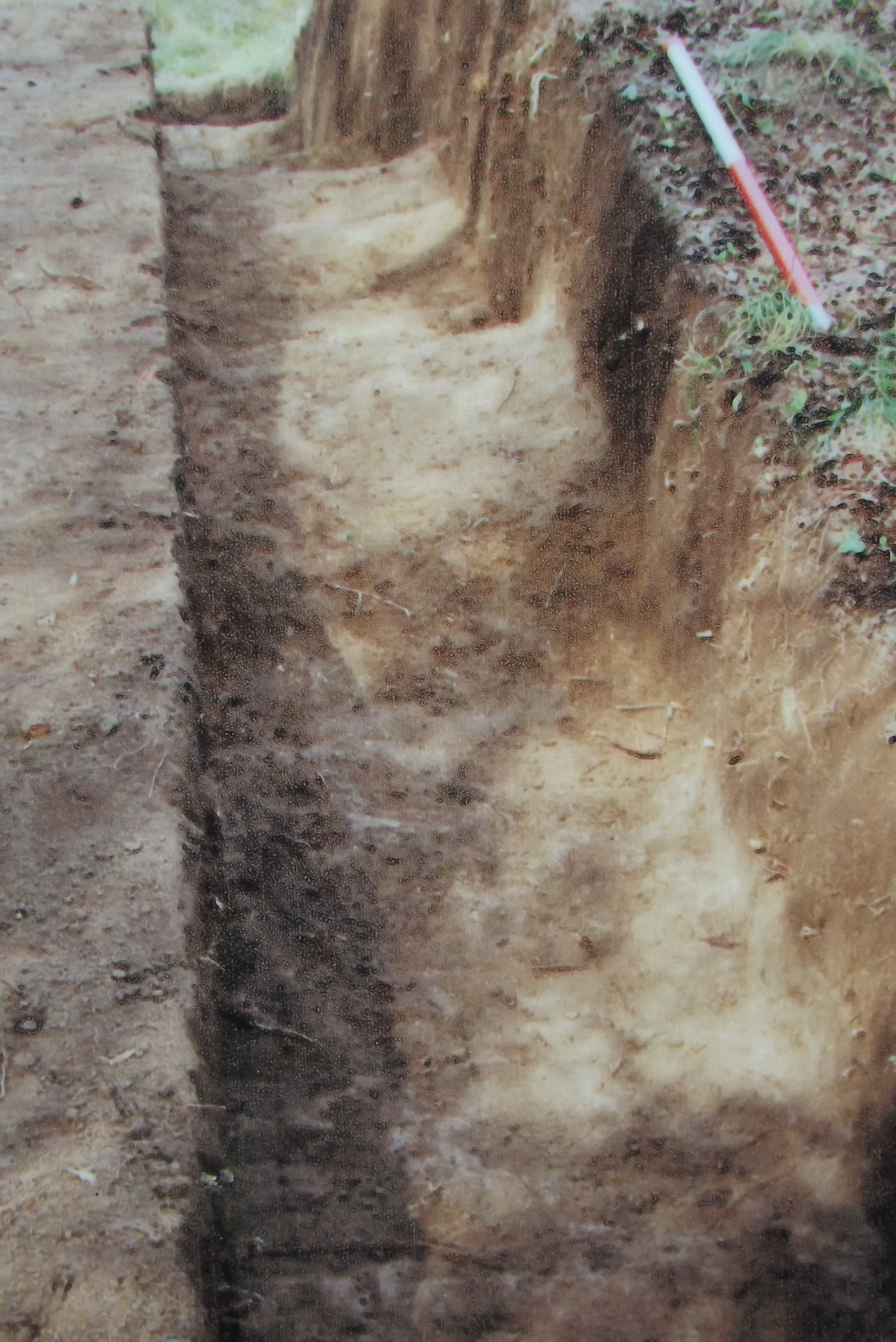
Régészeti ásatások, a sánc átvágásakor, 2004-ben